# Edificio Libertad (Uruguay)
El Edificio Libertad es la sede de la Administración de los Servicios de Salud del Estado y del Instituto de Ortopedia y Traumatología, se encuentra en el Barrio Simón Bolívar de Montevideo.

## Historia

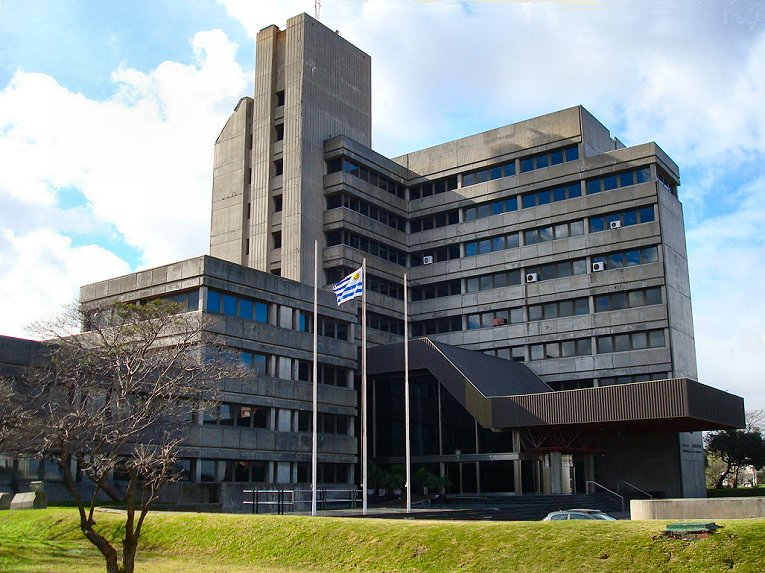

El edificio fue proyectado durante el gobierno de facto instaurado tras el golpe de Estado de 1973. Su diseño responde a criterios funcionalistas y de sobriedad institucional, propios de la arquitectura estatal de la época. La construcción se completó a fines de la década de 1970.
En 1985, el edificio comenzó a utilizarse como sede del Poder Ejecutivo, reemplazando al tradicional despacho presidencial del Palacio Estévez. Durante las dos décadas siguientes, fue el centro operativo de la Presidencia de la República, donde trabajaban el presidente y su equipo más cercano.
En este edificio se llevaron a cabo reuniones clave, conferencias de prensa y decisiones gubernamentales significativas, especialmente durante los primeros años de la restauración democrática.
En su área circundante se diseño e instaló en 1996 el parque de las Esculturas, un amplio parque con una exposición permanente de esculturas modernas.
Como edificio de gobierno, fue utilizado por los presidentes Julio María Sanguinetti, Luis Alberto Lacalle, Jorge Batlle y Tabare Vázquez, este último, quien en el año 2006 anunció y decreto que las dependencias del Poder Ejecutivo se trasladarán a la Torre Ejecutiva, un edificio pensado para albergar al Poder Judicial en los años sesenta y que por muchos años su obra había estado inconclusa. 
En 2009, se concreto el traslado definitivo de de las oficinas del Poder Ejecutivo a la recién inaugurada Torre Ejecutiva, quedando el Edificio Libertad bajo la órbita del Ministerio de Salud Pública quien lo destinaria como sede administrativa de la Administración de los Servicios de Salud del Estado. Allí se instalarian las oficinas centrales, direcciones técnicas y áreas de coordinación vinculadas a la gestión del sistema nacional de salud pública.
En 2012 comenzaron las obras para la instalación del Instituto Nacional de Ortopedia y Traumatología.  En diciembre de 2015, el Instituto Nacional de Ortopedia y Traumatología fue trasladado oficialmente al edificio, inaugurándose formalmente el 15 de diciembre  de 2015. 
En marzo de 2021, en el contexto de la emergencia sanitaria provocada por la pandemia de COVID-19, el Edificio Libertad fue adaptado como uno de los dos centros de referencia para pacientes con coronavirus en Montevideo, junto con el Hospital Español. Esta reconversión respondió a la necesidad de ampliar la capacidad hospitalaria del sistema público ante el aumento sostenido de casos graves.
El Instituto Nacional de Ortopedia y Traumatología, que ya funcionaba en el edificio, reorganizó parte de su estructura asistencial para atender exclusivamente a pacientes con COVID-19, priorizando casos moderados y graves que requerían internación. Se destinaron camas de cuidados moderados e intermedios, se reforzó el personal médico y se adecuaron los protocolos sanitarios conforme a las recomendaciones del Ministerio de Salud Pública.
El edificio mantuvo esta función estratégica durante las etapas más críticas de la pandemia, contribuyendo a aliviar la presión sobre otros centros hospitalarios y fortaleciendo la respuesta del sistema nacional de salud.